# Zbyněk Šimbera
Zbyněk Šimbera (* 31. října 1963 Duchcov) je český politik, od roku 2014 starosta města Duchcov na Teplicku (předtím v letech 2002 až 2014 místostarosta města), člen SOCDEM.

## Život
Narodil se v Duchcově, kde absolvoval základní a střední školu obor geodézie, ve studiu pokračoval na Pedagogické fakultě Univerzity Karlovy v Praze (získal titul Mgr.).
Působil jako učitel na druhém stupni základní školy v Duchcově a na SOÚ stavební jako učitel odborně technických předmětů. Počátkem 90. let 20. století pracoval v soukromé firmě, kde prošel téměř celou strukturou firmy – od obchodního zástupce, přes nákup a prodej zboží, až na pozici náměstka ředitele.
Zbyněk Šimbera žije ve městě Duchcov na Teplicku. Má dvě děti.

## Politické působení
V komunálních volbách v roce 2002 byl za Českou stranu sociálně demokratickou (od roku 2023 Sociální demokracie) zvolen zastupitelem města Duchcov. Mandát zastupitele města obhájil ve volbách v letech 2006 a 2010. V letech 2002 až 2014 zastával zároveň post místostarosty. V roce 2009 byl zvolen předsedou místní organizace ČSSD a zároveň členem okresního výkonného výboru strany.
Také ve volbách v roce 2014 obhájil funkci zastupitele města. Dne 6. listopadu 2014 byl navíc zvolen starostou města, když předtím uzavřela vítězná ČSSD koalici s KSČM a DSSS. Právě účast DSSS vyvolala velkou kritiku, navíc její lídr, pravomocně odsouzený za podvod, usedl v radě města. V minulosti přitom také svolával protiromské demonstrace ve městě. Proti uzavření koalice se razantně vyslovil i tehdejší předseda ČSSD Bohuslav Sobotka. V prosinci 2014 byla duchcovská buňka ČSSD zrušena, ale Šimbera členem strany zůstal. V květnu 2018 pak byla buňka obnovena.
Ve volbách v roce 2018 byl Šimbera z pozice lídra kandidátky opět zvolen zastupitelem města. Opět byla uzavřena koalice ČSSD, KSČM a DSSS, navíc se přidal subjekt "Žijeme Duchcovem – NK a TOP 09". Následně se TOP 09 od koalice distancovala, jediný zvolený zastupitel však nebyl jejím členem, nýbrž pouze nestraníkem. Dne 31. října 2018 byl Šimbera zvolen po druhé starostou města.
Od roku 2016 byl místopředsedou Okresního výkonného výboru ČSSD a v roce 2019 se stal členem předsednictva strany v Praze. Za ČSSD také kandidoval do Zastupitelstva Ústeckého kraje, a to v krajských volbách v letech 2004 a 2016, ale ani jednou neuspěl.
V doplňovacích volbách do Senátu PČR v roce 2020 kandidoval za ČSSD v obvodu č. 32 – Teplice na místo po zesnulém Jaroslavu Kuberovi. Získal 5,82 % hlasů a obsadil 6. místo.
Ve sněmovních volbách v roce 2025 kandiduje na 2. místě kandidátní listiny hnutí Stačilo! v Ústeckém kraji.